# Quartuccio
Der Quartuccio war ein italienisches Volumenmaß und wurde für Flüssigkeiten (Weinmaß) und für trockene Waren (Getreidemaß) verwendet. Das Maß hatte regionale Unterschiede.

## Getreidemaß
- Großherzogtum Toskana 1 Quartuccio = 38 3/8 Pariser Kubikzoll = 0,75 Liter
  - 2 Quartucci = 1 Mezetta
  - 8 Quartucci = 1 Quarto
  - 16 Quartucci = 1 Mina
  - 32 Quartucci = 1 Stajolo
- Kirchenstaat Rom 1 Quartuccio = 169 1/7Pariser Kubikzoll = 3,33 Liter
  - 4 Quartucci = 1 Storzo
  - 11 Quartucci = 1 Quartarello
  - 22 Quartucci = 1 Quarto
  - 88 Quartucci = 1 Rubbio

## Flüssigkeitsmaß

### Weinmaß
- Insel Sardinien 1 Quartuccio = 16,9 Pariser Kubikzoll = 0,33 Liter
  - 12 Quartucci = 1 Quartana
- Insel Sizilien 1 Quartuccio = 0,8596 Liter[1]

Die Maßkette war
- - 1 Botte = 4 Salme = 32 Barili = 64 Quartari = 1280 Quartucci
  - 1 1/2 Quartucci = 1 Quartaro
  - 12 Quartucci = 1 Salma
  - 144 Quartucci = 1 Tonna
  - Messina 1 Quartuccio = 368 Pariser Kubikzoll = 7,3 Liter
  - Syrakus 1 Quartuccio = 327 Pariser Kubikzoll = 6,5 Liter
- Venedig 1 Quartuccio = 41 2/3 Pariser Kubikzoll =5/6 Liter = 0,833 Liter
  - 786 Quartucci = 1 Amphora
  - 192 Quartucci = 1 Biconzia
  - 96 Quartucci = 1 Conzo/Mastello
  - 16 Quartucci = 1 Secchio
  - 4 Quartucci = 1 Bozza

### Ölmaß
- Großherzogtum Toskana 1 Quartuccio = 13,5 Pariser Kubikzoll = 11/20 Liter = 0,55 Liter
  - 2 Quartucci = 1 Mezetta
  - 8 Quartucci = 1 Fiasco/Flasche
  - 128 Quartucci = 1 Baril/Barile da Olio